# Дорией
Дорией — спартанский царевич из рода Агиадов, второй сын царя Анаксандрида II, брат Клеомена I, Леонида I и Клеомброта.
Царь из рода Агиадов Анаксандрид II был женат на своей племяннице. Его супруга долгое время была бездетной. Согласно Геродоту, эфоры посоветовали царю «отпустить свою жену» и взять другую, чтобы не прекратился царский род. Анаксандрид ответил, что не поступит таким образом, так как не может отвергнуть ни в чём не повинную супругу. Тогда эфоры и геронты разрешили царю стать двоежёнцем. От второй жены у него родился мальчик, впоследствии ставший царём Клеоменом I. Вскоре и первая жена, ранее считавшаяся бездетной, родила одного за другим трёх сыновей.
Когда Анаксандрид умер, то стал вопрос о престолонаследии. На стороне Клеомена было старшинство, в то время как Дорией указывал на то, что родился от первого и как бы более законного брака. В конечном итоге вопрос был разрешён в пользу Клеомена. Несогласный с таким решением Дорией покинул Спарту.
Геродот рассказывает, что перед отплытием в Африку Дорией не обратился к Дельфийскому оракулу за указанием, в какой стране должна быть основана колония. В словах Геродота имеется намёк на то, что Дельфы, стоявшие во главе общегреческого колонизационного движения, считали колонизацию Дориеем Северной Африки нежелательной. В то же время советники Дориея настойчиво убеждали его основать колонию в Сицилии, поблизости от горы Эрикс, и что Дельфийский оракул одобрил этот план.
Дорией направился в Ливию. Около 515 или 514 года до н. э., в союзе с Киреной, Дорией основал в Ливии колонию на реке Кинипе. При этом Дорией столкнулся с карфагенянами (которых поддержали местные племена — «маки и ливийцы»), которые вынудили его уплыть из Африки.
Дорией вернулся в Пелопоннес, где ему некий Антихар из Элеона посоветовал, согласно изречениям оракула Лая, основать поселение в «земле Геракла в Сицилии».
Затем Дорией принял участие в войне городов Сибарис и Кротона в Италии. Дорией помогал Кротону.
Дорией поплыл в Сицилию. Там он обосновался в западной части острова, в районе Эрикса, между финикийскими городами Панормом и Солунтом. Там Дорией основал Гераклею, которую карфагеняне посчитали угрозой своему влиянию. Карфагеняне, на сторону которых встала Сегеста, выступили против него. Карфагенянам удалось разгромить Дориея и разрушить основанную им Гераклею. Сам Дорией погиб (около 510 года до н. э.).